# Die Mauern von Sana’a
Die Mauern von Sana’a (Originaltitel: Le mura di Sana) ist ein kurzer Dokumentarfilm des italienischen Regisseurs Pier Paolo Pasolini aus dem Jahr 1971. Er trägt den Untertitel Dokumentarfilm in Form eines Appells an die UNESCO (Documentario in forma di un appello all’UNESCO).

## Inhalt
Der Film ist ein leidenschaftlicher Appell an die UNESCO, gegen die Zerstörung der historischen Altstadt Sana’as Partei zu ergreifen. Er ist über weite Strecken mit der Handkamera gedreht, aus dem Off spricht Pasolini selbst den Kommentar zu den Bildern.
Er beginnt mit einer Beschreibung und Analyse der politischen Situation des Nordjemen, in dem 1970 gerade ein achtjähriger, blutiger Bürgerkrieg zwischen Royalisten und Republikanern mit dem Sieg der republikanischen Seite zu Ende gegangen war. Das Land lag wirtschaftlich am Boden und begann mit chinesischer Hilfe mit dem Wiederaufbau. Dazu sieht man Bilder vom Bau einer neuen Straße zur Hauptstadt Sana’a, die bis dahin weitgehend abgeschottet und schwer erreichbar gewesen war. Pasolini beschreibt die Aufbruchstimmung, den Wunsch nach Modernisierung und Fortschritt, doch dieser Wunsch sei von der neuen, demokratischen Elite „importiert“ und die traditionell orientierte Gesellschaft akzeptiere dies, ohne sich selbst zu artikulieren.

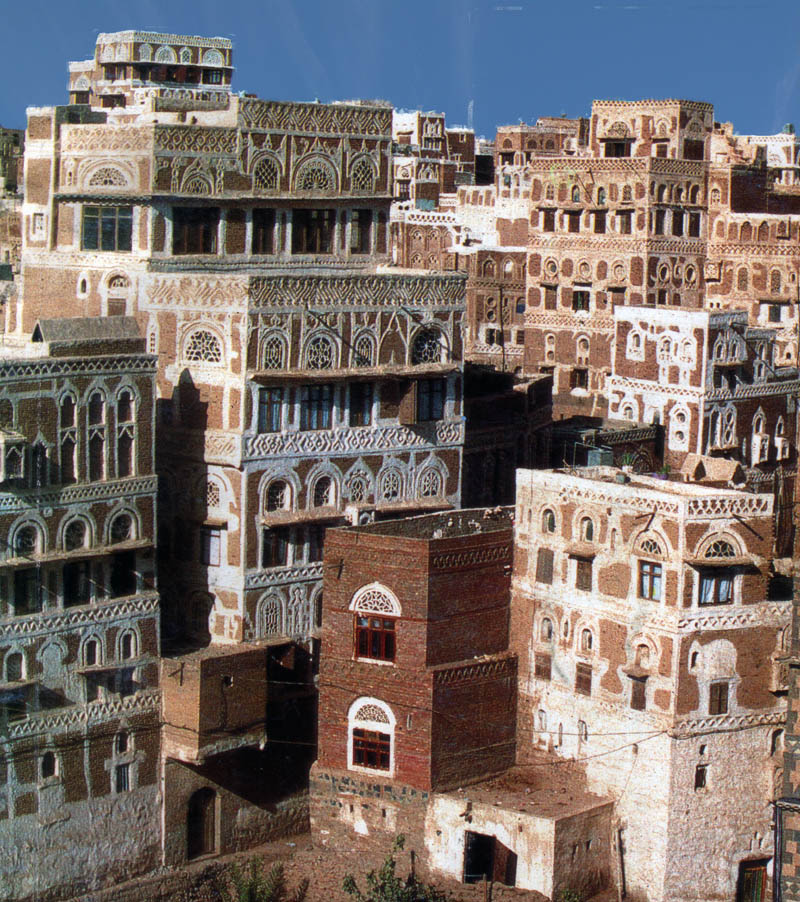
Die Altstadt von Sana’a

Die Kamera wechselt nach Sana’a und zeigt das erste Auftauchen industrieller Konsumgüter in der Stadt. Fortschritt durch Konsum sei eine naive Vorstellung, zudem sei der Jemen zu arm, um daran wirklich teilzuhaben.  Dann stellt Pasolini die ersten Amtsgebäude („neu und arm“) des modernen Staates dem alten Sana’a gegenüber: Nachdem er das Parlament, einige Ministerien und die Nationalbank vorgestellt hat, schweigt der Kommentar für zwei Minuten, während die Kamera die noch fast vollständig erhaltene Altstadt mit ihrer spektakulären Lehmarchitektur erkundet. Sana’a sei von fast mystischer Schönheit und Reinheit und, wenn auch von ländlicherem Charakter, durchaus vergleichbar mit Venedig, Urbino, Prag oder Amsterdam. Die neue jemenitische Elite jedoch schäme sich für den Schmutz und die Armut und habe insgeheim beschlossen, die Altstadt zu zerstören.
Der Film springt nun nach Italien, um zu zeigen, dass diese Zerstörung der Geschichte weltweit und auch im Nachkriegsitalien stattfindet. Er zeigt die Zerstörung der (Kultur-)Landschaft durch Baumaßnahmen am Beispiel des mittelalterlichen Städtchens Orte im Norden Roms. Pasolini diskutiert darüber mit Passanten.

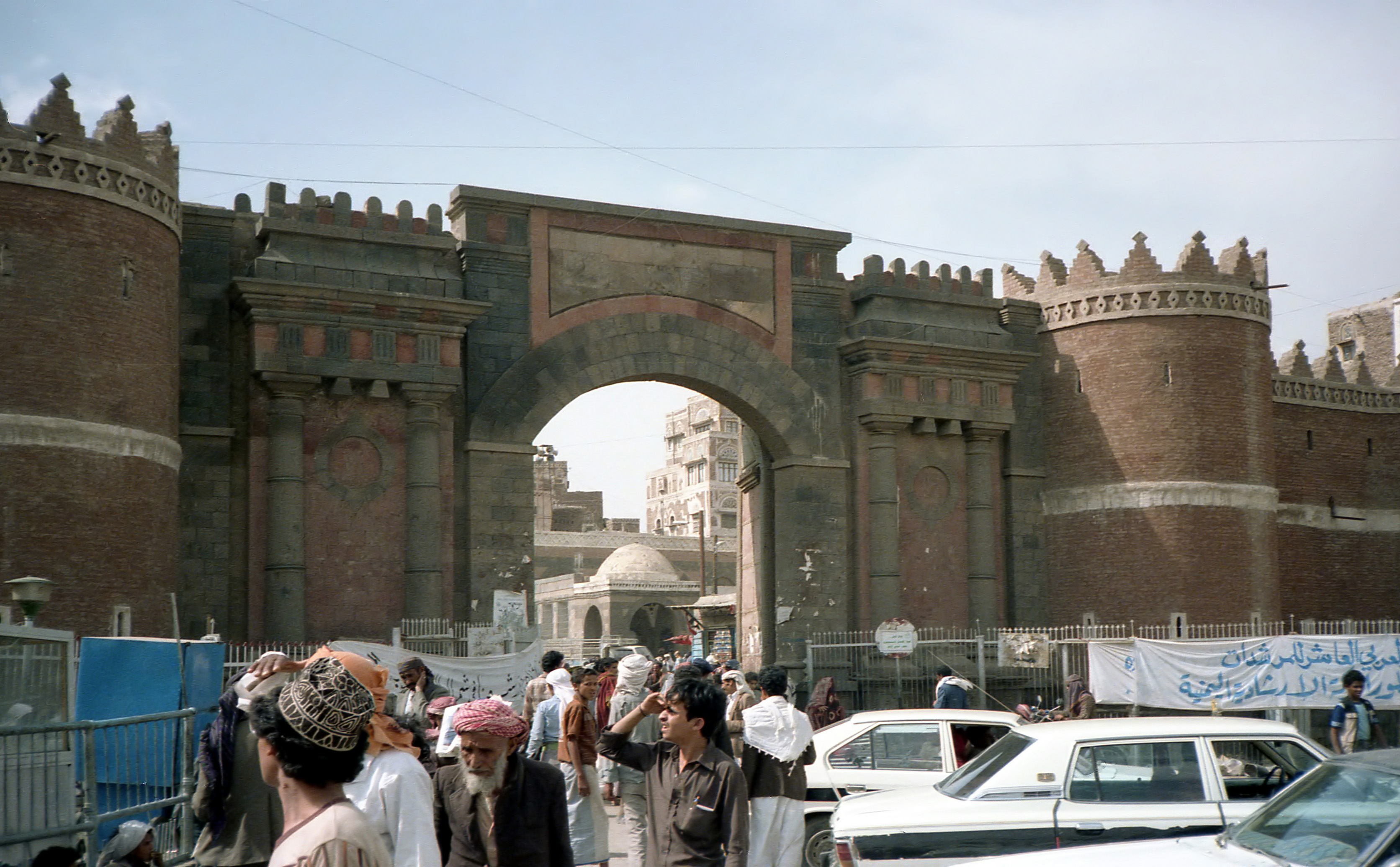
Das Stadttor Bab al-Yaman

Die letzten zwei Minuten des Filmes sind ein direkter Appell Pasolinis an die UNESCO. Er zeigt die ersten Zerstörungen an der historischen Stadtmauer, die neuen Gebäuden weichen musste. Für Italien sei es zu spät, doch hier im Jemen könne die Zerstörung noch abgewendet werden: „Wir appellieren an die UNESCO, dem Jemen zu helfen, die Zerstörungen abzuwenden, die mit der Zerstörung der Mauern von Sana’a begonnen haben. Wir appellieren an die UNESCO, dem Jemen zu helfen, seine Identität zu finden und sich des Wertes dieses Landes bewusst zu werden. Wir appellieren an die UNESCO, diesem Land die Möglichkeit zu geben, zu erkennen, dass es zu den Wundern der Menschheit gehört und ihm zu helfen, dies zu bewahren. Wir appellieren an die UNESCO, jetzt, wo es noch nicht zu spät ist, einzugreifen und die herrschende Klasse zu überzeugen, dass der einzige Schatz Jemens in seiner Schönheit liegt, und dies zu bewahren, zuallererst eine ökonomische Resource ist, die nichts kostet. Noch hat der Jemen die Zeit, die Fehler der anderen Länder zu vermeiden.“

## Rezeption
Pasolini war sich der begrenzten Chancen seines Appells bewusst: „Ich habe mir keine Illusionen gemacht, dass die UNESCO auf den Film, den ich an sie gerichtet habe, reagieren würde. Aber vielleicht kann man auf einem anderen Weg etwas in Bewegung bringen.“ Als die UNESCO 1984 eine internationale Kampagne zur Konservierung und Restaurierung Sana’as begann, war es tatsächlich Italien, das die Federführung bei der Durchführung eines der Pilotprojekte übernahm. Eine offizielle Delegation mit Romano Prodi, damals Direktor des IRI, Vertretern des Kultusministeriums und des Fondo Pier Paolo Pasolini überreichte 1988 in einer offiziellen Zeremonie auch eine Kopie der Mura di Sana’a an den Direktor des Projektes. Die kulturelle Bedeutung der Altstadt von Sana’a ist heute unumstritten, 1988 wurde sie zum UNESCO-Weltkulturerbe erklärt und seitdem aufwendig restauriert.

## Produktion
Der Film entstand im Oktober 1970 in Sana’a und der Provinz Hadramaut im Jemen. Am 16. Februar 1971 wurde der Film von der RAI in einer ersten Fassung im Fernsehen ausgestrahlt, die Uraufführung der Endfassung im Kino fand am 20. Juni 1974 in Mailand anlässlich der Premiere der Erotischen Geschichten aus 1001 Nacht statt. Der Film kam nicht in den kommerziellen Verleih.
Pasolini drehte die Dokumentation während der Dreharbeiten von Decameron in Sana’a im Oktober 1970 auf übrig gebliebenem Filmmaterial; die für diesen Film im Jemen gedrehten Szenen, die Geschichte der Alibek, wurden im Decameron später aber nicht verwendet. Wohl deshalb, und wegen der gemeinsamen Präsentation mit den Erotischen Geschichten, wird gelegentlich angegeben, der Film sei während der Dreharbeiten zu diesem Film entstanden, die zwar zum Teil ebenfalls in Sana’a, aber erst zweieinhalb Jahre später von März bis Mai 1973 stattfanden.
Die in Italien spielenden Szenen von Le mura di Sana waren in der ursprünglichen Version von 1971 noch nicht enthalten, sondern wurden erst nachträglich in die 1974 in Mailand gezeigte Endfassung eingefügt. Sie entstanden im Winter 1973 für den Fernsehbeitrag Pasolini e … la forma della città der RAI, in dem sie jedoch nicht verwendet wurden.

## Pasolini e … la forma della città(1973/74)
In der Reihe IO e … (ICH und …) der RAI stellten prominente Künstler und Kulturschaffende Italiens Kunstwerke vor und erläuterten, meist in Interviews, deren Bedeutung aus persönlicher Sicht. Pasolini griff im letzten Beitrag der Reihe das Thema der Mura di Sana’a auf Italien bezogen erneut auf, verschärfte es jedoch und nutzte es zu einem radikalen politischen Statement. Inhaltlich steht der Fernsehbeitrag so den gleichzeitigen publizistischen Aufsätzen und Polemiken in den Printmedien nah, die 1975 im Sammelband der Freibeuterschriften (Scritti corsari) veröffentlicht wurden.
Pasolini und … die Form der Stadt stellt die etwa 90 km von Rom entfernten Kleinstädte Orte im Norden und Sabaudia im Südwesten an der Küste vor. Zu beiden Städten hatte Pasolini eine enge persönliche Beziehung: In dem kleinen Weiler Chia bei Orte hatte er schon Anfang der sechziger Jahre einen aufgegebenen mittelalterlichen Turm entdeckt, den er 1970 kaufte und renovieren ließ. In den siebziger Jahren zog Pasolini sich zunehmend nach Chia zurück, hier entstanden weite Teile von Petrolio (Romanfragment, posthum veröffentlicht 1992). In Sabaudia mietete Alberto Moravia in den Sommermonaten ein Sommerhaus am Strand, in dem auch Pasolini und seine Mutter viel Zeit verbrachten.

### Inhalt

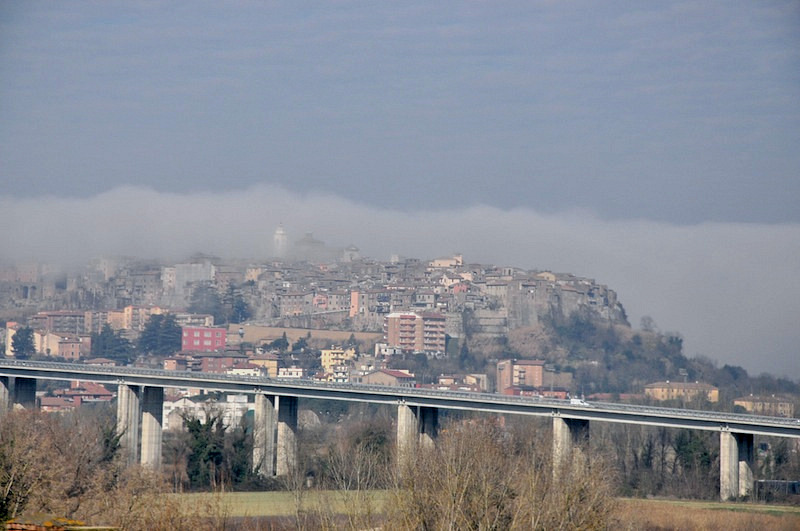
Blick auf Orte heute (2011)

Im Gegensatz zu Le mura di Sana ist Pasolini bei La forma della città selbst im Bild und richtet sich direkt an das Fernsehpublikum, einen Interviewpartner gibt es nicht. Mal neben der Kamera stehend, mal mit der Kamera das Bild kadrierend, stellt er die mittelalterliche Kulisse von Orte vor und versucht, ein Verständnis für das Verhältnis von historischem Ort und seiner Umgebung zu wecken, beklagt die Beeinträchtigung des Blickes durch unsensibel platzierte, mittelmäßige Gebäude. Dieses Problem, erklärt er, sei kein italienisches, sondern ein weltweites, und berichtet von Zerstörungen und Bedrohungen jahrhundertealter Städte wie Yazd in Persien, Sana’a im Jemen oder Bhaktapur in Nepal im Namen eines oberflächlichen Modernismus und der Demonstration staatlichen Fortschritts. Dazu zeigt der Film Ausschnitte aus Le mura di Sana und Bilder aus Nepal.
Der Beitrag kehrt nach Italien zurück: In Orte seien die Beeinträchtigungen noch moderat, doch die Situation in Italien, die Form vieler anderer Städte Italiens sei „nicht mehr zu retten und ausgesprochen katastrophal.“ Am Beispiel einer alten historischen Straße nach Orte versucht er zu erläutern, dass der Schutz der Kulturlandschaften und architektonischer Ensembles genauso wichtig ist wie der Erhalt herausragender Kunstwerke, denn in ihnen spiegele sich die Leistung und die Geschichte des Volkes.
In einem harten Schnitt wechselt der Beitrag an den windigen, winterlichen Strand bei Sabaudia, einer erst 1934 im Zuge der Wiedererschließung der Pontinischen Ebene im faschistischen Italien gegründeten Planstadt. Von einer Düne aus blickt Pasolini auf Sabaudia: Sicher sei die faschistische Architektur vom intellektuellen Standpunkt aus lächerlich, und doch, wenn er nun auf diese Stadt blicke, sei dort nichts irreales oder lächerliches, der „imperiale“ Gestus sei mit den Jahren dem Rationalismus der Anlage gewichen, der erkennen lasse, dass sie für reale Menschen gebaut sei, die dort mit ihren Familien ihre ganz normalen Leben lebten. Die Architektur habe trotz ihrer faschistischen Formen ihre Wurzeln im ländlichen, vorindustriellen Italien. Tatsächlich habe es der Faschismus („nichts anderes als eine Gruppe von Kriminellen an der Macht“) nie geschafft, Italien seinen kulturellen Stempel aufzudrücken, habe nicht einmal an der Oberfläche der italienischen Kultur gekratzt.
Die Kamera nähert sich Pasolini und zeigt sein Gesicht schließlich in Großaufnahme: Heute jedoch passiere das Gegenteil: die Regierung sei nun demokratisch, doch die nur noch von Einzelinteressen geleitete Konsumwelt nivelliere alle kulturellen Unterschiede, schneide die Menschen von ihren historisch gewachsenen Traditionen ab und zerstöre so grundlegend die italienische Kultur. Der wahre Faschismus liege in den Regeln dieser Konsumgesellschaft. Es sei ein Albtraum zu sehen, wie schnell Italien in den letzten fünf, sieben, zehn Jahren zerstört worden sei, ein Albtraum, aus dem man nun aufwache, um festzustellen, dass nichts mehr zu machen sei. Pasolini dreht sich abrupt um und geht mit dem Rücken zur Kamera auf das Meer zu.

### Produktion
Die Sendereihe IO e … wurde von 1972 bis 1974 von der Radiotelevisione Italiana in 31 Folgen produziert, verantwortlich für das Konzept der Reihe war Anna Zanoli. Die Regie bei Pasolini e … la forma della città führte Paolo Brunatto, ein renommierter Dokumentar- und Experimentalfilmer, Kamera und Schnitt übernahmen Mario Gianni und Franca di Lorenzo. Der 17 Minuten lange Beitrag wurde als letzter der Reihe am 7. Februar 1974 ausgestrahlt.
Angesichts der inhaltlichen und formalen Gestaltung des Films stellt sich die Frage nach dem Autor. Pasolini selbst spricht im Interview von einer Dokumentation, die er für das Fernsehen gemacht habe. In Bezug auf den Inhalt dürfte an Pasolini als Autor kein Zweifel bestehen, aber auch formal entspricht der Fernsehbeitrag vergleichbaren Arbeiten Pasolinis, so etwa den Ortsbesichtigungen in Palästina (1963) oder den Notizen zu einer afrikanischen Orestie (1969). Für Pasolini als Autor spricht außerdem die wechselseitige Übernahme einzelner Sequenzen in den jeweils anderen Film. Roberto Chiesi kommt in seiner Analyse daher zu dem Schluss, der Film sei als Arbeit Pasolinis einzuordnen, die mit der (technischen) Unterstützung Brunattos realisiert wurde, eines sensiblen und umsichtigen Regisseurs, der in der Lage war, Pasolinis Standpunkt zu verstehen und verantwortungsvoll umzusetzen.